# Надпреварата за космоса
„Надпреварата за космоса“ (на английски: The Race for Space) е американски документален филм от 1959 година.

## В ролите
- Естер Годард като себе си, даваща интервю
- Холгер Тофтой като себе си, даващ интервю
- Майк Уолъс като водещия, интервюиращ участниците

## Награди и номинации
- Награда Златна врата за най-добър документален филм от Международния кинофестивал в Сан Франциско, Калифорния през 1959 година.
- Номинация за Оскар за най-добър документален филм от 1960 година.[1]